# آرتوش قوکاسیان (دانشمند)
آرتوش آپرسی قوکاسیان (ارمنی: Արտուշ Ապրեսի Ղուկասյան؛  زادهٔ ۳۰ ژوئیهٔ ۱۹۵۸) دانشمند، استاد اهل ارمنستان است.

## زندگی‌نامه
وی در ۳۰ ژوئیه ۱۹۵۸ در استپاناکرت به دنیا آمد و از دانشگاه دولتی ایروان فارغ‌التحصیل گشت. همچنین برندهٔ جوایزی همچون نشان آنانیا شیراکاتسی (۲۰۰۷) شده است.

## یادداشت
1. ↑  ֆիզիկամաթեմատիկական գիտությունների դոկտոր